# Google Code-in

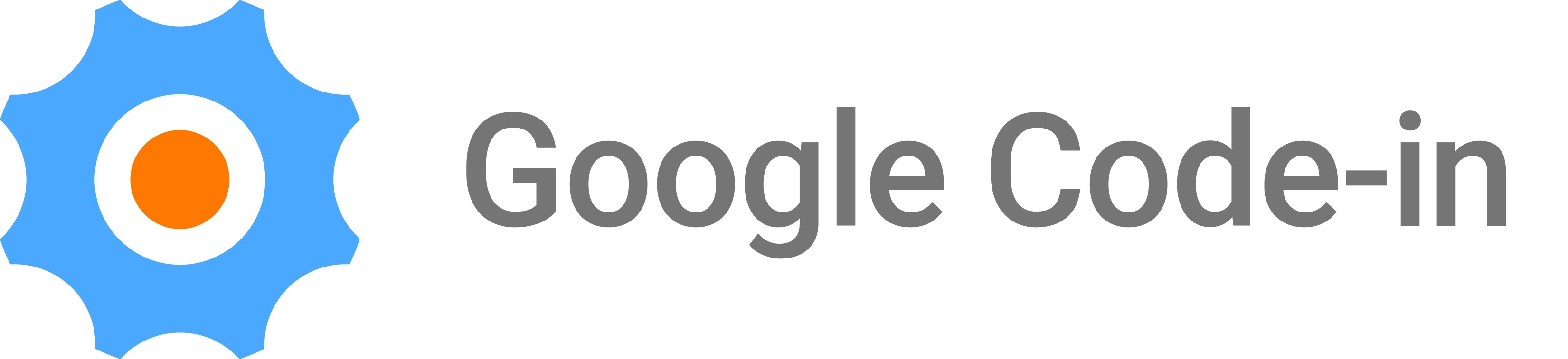
Logo Google Code-in

Google Code-in – coroczny konkurs organizowany przez Google, skierowany dla uczniów 7-8 klas szkoły podstawowej oraz szkół średnich (13–17 lat). Polega on na wykonywaniu rozmaitych zadań dla organizacji open source. Konkurs początkowo nosił nazwę Google Highly Open Participation Contest, jednak w 2010 roku został nieco zmieniony i obecnie nazywa się Google Code-in. Uczniowie, którzy wykonują zadania, wygrywają certyfikaty oraz koszulki. Każda organizacja wybiera dwóch laureatów nagrody głównej, którzy mają zafundowaną podróż do siedziby Google w Kalifornii.

## Zadania
Program jest prowadzony w taki sposób, by zachęcić młodych uczestników do rozwijania projektów open source. Pomimo swojej nazwy, zadania, które są dostępne dla uczestników, nie dotyczą tylko programowania. Można wśród nich wyszczególnić 5 kategorii:
- Programowanie – pisanie i refaktoryzacja kodu,
- Dokumentacja/Trening – tworzenie/edycja dokumentacji oraz pomoc innym w zdobywaniu wiedzy dotyczącej konkretnego oprogramowania,
- Badania – zadania związane ze społecznością, marketingiem, oraz rozwiązywaniem problemów,
- Kontrola jakości – testowanie oprogramowania i sprawdzanie, czy kod jest dobrej jakości,
- Interfejs użytkownika – zadania związane z interfejsem programów – jego projektowaniem oraz interakcją z użytkownikiem.

## Statystyki
| Rok  | liczba organizacji | Liczba uczniów | Liczba ukończonych zadań |
| ---- | ------------------ | -------------- | ------------------------ |
| 2010 | 20                 | 361            | 2167                     |
| 2011 | 18                 | 542            | 3054                     |
| 2012 | 10                 | 334            | 1925                     |
| 2013 | 10                 | 337            | 2113                     |
| 2014 | 12                 | 658            | 3236                     |
| 2015 | 14                 | 980            | 4776                     |
| 2016 | 17                 | 1340           | 6418                     |
| 2017 | 25                 | 3555           | 16468                    |
| 2018 | 27                 | 3124           | 15323                    |
| 2019 | 29                 | 3566           | 20840                    |

## Przebieg
Partnerzy Google wraz z niektórymi organizacjami z open source, z których wszyscy mieli wcześniej doświadczenie w pracy z programami Google Open Source typu Google Summer of Code tworzą zadania, które są samodzielne, zaprojektowane do ukończenia przez uczniów. Po rozpoczęciu konkursu uczniowie mogą się rejestrować i zgłaszać do zadań. Po wybraniu i zaakceptowaniu określonego zadania uczniowie będą mieli określony czas na jego wykonanie. Przez okres wykonywania danego zadania uczniowie mogą się zgłaszać do mentora w sprawie pomocy.

## Nagrody
Uczestnicy, którzy zrobią co najmniej jedno zadanie, otrzymują certyfikat. Uczniowie, którzy rozwiążą co najmniej 3 zadania, dostają dodatkowo T-shirt z logo konkursu. Po zakończeniu konkursu, każda organizacja wybiera 2 zwycięzców (Grand Prize Winners), którzy otrzymują główną nagrodę – fundowaną przez Google dla nich oraz jednego z ich rodziców lub prawnego opiekuna wycieczkę do siedziby firmy w Mountain View, gdzie uczestniczą w uroczystości rozdania nagród, mają możliwość porozmawiania z pracownikami firmy oraz zwiedzają San Francisco.

## Edycje

### 2010
W pierwszej edycji konkursu wzięło udział 361 uczestników z 48 krajów, wykonując ponad 2000 zadań dla 20 organizacji. Wyłonionych zostało 14 Grand Prize Winnerów z 9 krajów.
Każdy uczestnik, który zrobił przynajmniej jedno zadanie, otrzymywał certyfikat i T-shirt o wartości około 24 USD. Za każde zrobione 3 zadania, uczestnik otrzymywał dodatkowo 100 USD (nie mógł jednak zdobyć więcej niż 500 USD). Zadania podzielone były na łatwe, średnie i trudne, a każdemu poziomowi trudności była przyporządkowana liczba punktów, jakie można było zdobyć za ich wykonanie. Zwycięzcami zostały osoby, które uzyskały najwięcej punktów.

### 2011
Podczas drugiej edycji programu 542 uczestnikom z 56 krajów udało się zrobić 3054 zadania dla 20 organizacji. Wyłoniono 10 zwycięzców z 5 krajów.

### 2012
W Google Code-in 2012 udział wzięło 334 uczniów z 36 państw, którzy zrobili łącznie 1925 zadań. W tej edycji konkursu zmieniono nieco zasady względem poprzednich lat – zrezygnowano z rozróżniania poziomu trudności zadań, nagród pieniężnych, zmniejszono liczbę organizacji biorących udział do 10, a zwiększono liczbę zwycięzców do 20, jak również zmieniono zasady ich wyłaniania – nie byli już oni wybierani na podstawie liczny oraz trudności zadań, jakie zrobili, a poprzez mentorów, którzy wybierali po 2 osoby z każdej organizacji. Zwycięzcy pochodzili z 12 krajów. Była to pierwsza edycja, w której Grand Prize Winnerem został Polak – Przemysław Buczkowski, rozwiązujący zadania dla organizacji Haiku.

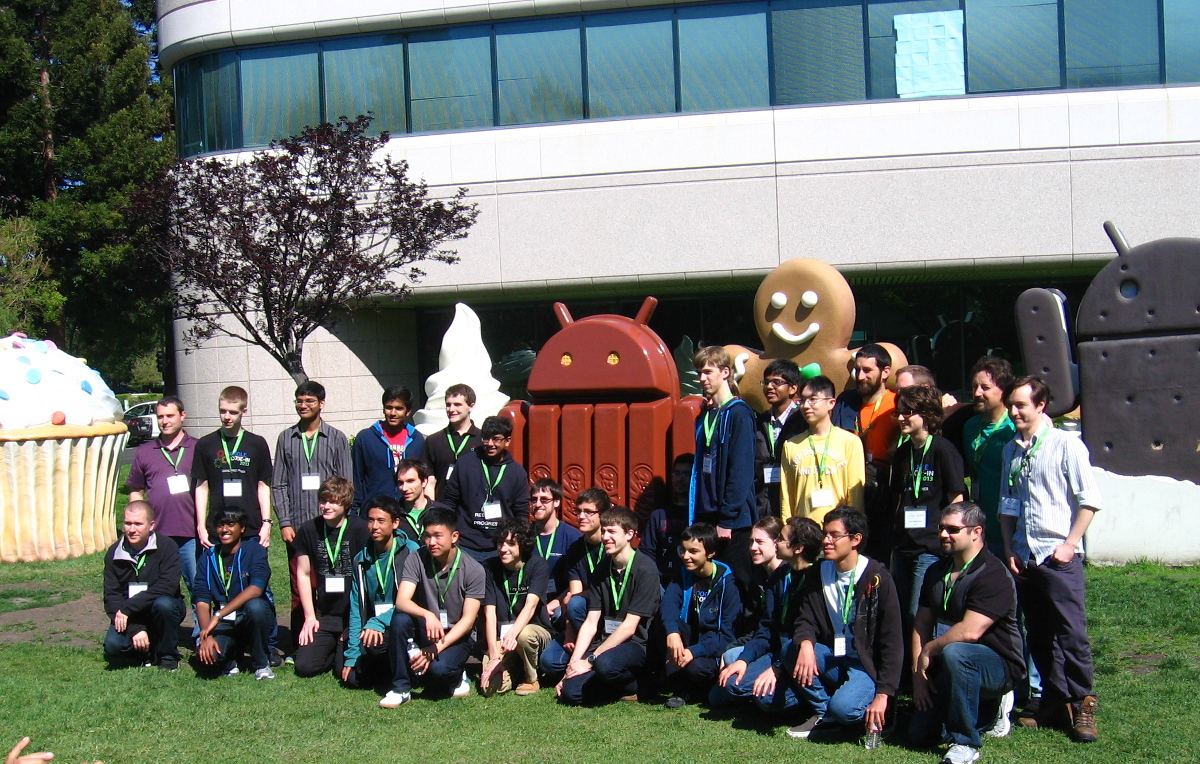
Zwycięzcy Google Code-in 2013

### 2013
W czwartej edycji konkursu uczestniczyło 337 osób z 46 krajów, rozwiązując 2113 zadań dla 10 organizacji. 20 zwycięzców wyłoniono z 9 krajów. Był wśród nich także Polak – Mateusz Maćkowski, wykonujący zadania dla organizacji Wikimedia. Do grona 50 finalistów należał także drugi rodak – Artur Jamro, pracujący na rzecz systemu operacyjnego Haiku.

### 2016
W kolejnej edycji konkursu, odbywającej się na przełomie 2016 i 2017, uczestniczyło 1340 uczniów z 62 krajów z całego świata. Ukończyli oni łącznie 6418 zadań na rzecz 17 organizacji open source. Wybrano 34 zwycięzców (po dwóch z każdej organizacji), w tym dwóch Polaków – Tymon Radzik (Sugar Labs) i Filip Grzywok (Wikimedia).

### 2017
W ósmej edycji konkursu uczestniczyło 3555 uczniów z 78 krajów z całego świata. Do wyboru było 25 organizacji, z których zostało wyłonionych 50 zwycięzców. Wśród nich znalazło się 6 Polaków – Albert Wolszon (Wikimedia), Bartłomiej Rasztabiga (OpenMRS), Grzegorz Stark (Apertium), Konrad Krawiec (Ubuntu), Nicole Mikołajczyk (Ubuntu) oraz Mateusz Grzonka (LibreHealth).

### 2018
Dziewiąta edycja cieszyła się podobnym zainteresowaniem wśród uczestników co w roku poprzednim. Spośród 54 zwycięzców z 19 krajów wyłoniono 4 Polaków. Polska była drugim krajem co do liczbie finalistów w liczbie 15, wyprzedzając Stany Zjednoczone (8 finalistów) oraz ustępując miejsca Indiom (48 finalistów).

### 2019
Dziesiąta edycja konkursu była ostatnią, wzięło w niej udział 3566 uczniów z 76 krajów, rozwiązując 20840 zadań dla 29 organizacji. Wśród 58 zwycięzców znalazło się 5 Polaków – Artur Grochal (Drupal), Paweł Sadowski (OpenWISP), Bartłomiej Pacia (Systers, An AnitaB.org Community), Pola Łabędzka (Systers, An AnitaB.org Community) oraz Rafał Bernacki (Haiku).